# Réseaux IP Européens

RIPE NCC som är förkortning av Réseaux IP Européens, Network Coordination Center, är ett forum för hantering av IP-adresser samt Autonomous system (ofta kallat AS). RIPE NCC är en Europeisk icke vinstinriktad organisation vars mål är att administrera Internets infrastruktur. RIPE NCC är en av fem RIR (Regional Internet Registry). Andra RIR:ar som finns i världen är AfriNIC, APNIC, ARIN samt LACNIC, och dess topporganisation heter ICANN. Medlemmar i en RIR är i regel internet-operatörer (ISP), Telekom-bolag eller större företag. Dessa medlemmar kallas för Local Internet Registry  eller LIR. 
RIPE tilldelar en serie med IP-adresser till en sökande LIR, för det mesta en ISP. ISP:en förvaltar och delar sedan ut adresser från sin serie till sina kunder och underleverantörer. Adress- och AS-informationen finns tillgänglig i en publik databas som heter WHOIS vilken är tillgänglig över internet. Det finns en WHOIS-databas per RIR. För en normal DSL-kund där ISP:n använder DHCP mot kunden (surfaren) så står ISP:n som ägare i Whois-databasen till IP-adressen. 
Varje LIR har som krav från sin RIR att noga hushålla med sina IPv4-adresser då det råder brist på dessa. Bristen beror på att användningen av internet nu är så omfattande att adresserna helt enkelt håller på att ta slut. En lösning som är framtagen är att gå mot IPv6. En IPv4-adress består av 32 bitar och en IPv6 adress består av 128 bitar. Detta innebär att adressrymden går från 4,3 miljaderer (4,3×109) för IPv4 till den smått enorma siffran 340 sextiljoner (3,4×1038); ett tal så stort att alla personer på jorden kan många miljarder unika IPv6-adresser var.
IPv6 är dock förenat med stora kostnader för alla inblandade, därför att hårdvara i internets infrastruktur samt mjukvara måste bytas ut eller kompletteras för IPv6-kompatibilitet. Detta har medfört att introduktionen av IPv6 därför går trögt. Dessutom har funktionen NAT (nätadressöversättning) dämpat det mest akuta behovet av IPv4-adresser. IPv6 har dock sakta men säkert börjat ta fart i Asien, för att Europa och Nordamerika av historiska skäl har de största tilldelningarna av IPv4-adresser.